# 세이브코리아 국가비상기도회
세이브코리아 국가비상기도회는 세계로교회 손현보의 주최로 2025년 1월 11일부터 열린 우파보수 성향의 윤석열 대통령 탄핵 반대 집회이자 단체이다. 약칭 세이브코리아(Save Korea)이다.

## 참여자
- 손현보 - 세계로교회 담임목사, 세이브코리아 대표
- 전한길 - 연사
- 김성원 (유튜버) - 유튜브 채널 '그라운드C' 대표
- 황교안 전 국무총리, 대통령 권한대행
- 김세의 - 가로세로연구소 대표
- 이장우 - 제13대 대전광역시장